# کاتاژینا سافچوک
کاتاژینا سافچوک (لهستانی: Katarzyna Sawczuk؛ ‏ زادهٔ ۱۹۹۷) بازیگر و خواننده اهل لهستان است.
از فیلم‌ها یا مجموعه‌های تلویزیونی که وی در آن‌ها نقش داشته‌است، می‌توان به دختران خریدنی، قانون حقیقی، پدر متیو، هتل ۵۲، ورشو ۴۴، بلفر، در خوشی و سختی، رنگ‌های خوشبختی، لیور و عشق اول اشاره نمود.